# Uzbequistão nos Jogos Olímpicos de Verão de 2008
O Uzbequistão competiu nos Jogos Olímpicos de Verão de 2008, em Pequim, na China.

## Medalhas
| Atleta           | Esporte                | Evento                     | Medalha |
| ---------------- | ---------------------- | -------------------------- | ------- |
| Artur Taymazov   | Lutas                  | Livre até 120 kg masculino | Ouro    |
| Abdullo Tangriev | Judô                   | Mais de 100 kg masculino   | Prata   |
| Soslan Tigiev    | Lutas                  | Livre até 74 kg masculino  | Prata   |
| Anton Fokin      | Ginástica artística    | Barras paralelas           | Bronze  |
| Ekaterina Khilko | Ginástica de trampolim | Feminino                   | Bronze  |
| Rishod Sobirov   | Judô                   | Até 60 kg masculino        | Bronze  |

## Desempenho

### Atletismo
Masculino
| Atletas           | Evento              | Preliminares | Preliminares | Quartas     | Quartas     | Semifinal   | Semifinal   | Final         | Final         |
| Atletas           | Evento              | Marca        | Posição      | Marca       | Posição     | Marca       | Posição     | Marca         | Posição       |
| ----------------- | ------------------- | ------------ | ------------ | ----------- | ----------- | ----------- | ----------- | ------------- | ------------- |
| Oleg Juravlyov    | 200 metros          | 22s31        | 60º          | Não avançou | Não avançou | Não avançou | Não avançou | Não avançou   | Não avançou   |
| Oleg Normatov     | 110 m com barreiras | 14s00        | 38º          | Não avançou | Não avançou | Não avançou | Não avançou | Não avançou   | Não avançou   |
| Leonid Andreev    | Salto com vara      | 5,65m        | 3º           |             |             |             |             | Sem marca     | Sem marca     |
| Bobur Shokirjonov | Lançamento de dardo | 69,54m       | 33º          |             |             |             |             | Não avançou   | Não avançou   |
| Pavel Andreev     | Decatlo             |              |              |             |             |             |             | Não completou | Não completou |
| Vitaliy Smirnov   | Decatlo             |              |              |             |             |             |             | Não completou | Não completou |

Feminino
| Atletas                | Evento              | Preliminares | Preliminares | Quartas    | Quartas    | Semifinal   | Semifinal   | Final       | Final       |
| Atletas                | Evento              | Marca        | Posição      | Marca      | Posição    | Marca       | Posição     | Marca       | Posição     |
| ---------------------- | ------------------- | ------------ | ------------ | ---------- | ---------- | ----------- | ----------- | ----------- | ----------- |
| Guzel Khubbieva        | 100 metros          | 11s44        | 23º          | 11s49      | 26º        | Não avançou | Não avançou | Não avançou | Não avançou |
| Guzel Khubbieva        | 200 metros          | 23s44        | 28º          | Não largou | Não largou | Não avançou | Não avançou | Não avançou | Não avançou |
| Nadiya Dusanova        | Salto em altura     | 1,85m        | 26º          |            |            |             |             | Não avançou | Não avançou |
| Svetlana Radzivil      | Salto em altura     | 1,89m        | 18º          |            |            |             |             | Não avançou | Não avançou |
| Anastasiya Juravleva   | Salto triplo        | 13,36m       | 29º          |            |            |             |             | Não avançou | Não avançou |
| Anastasiya Svechnikova | Lançamento de dardo | 55,31m       | 36º          |            |            |             |             | Não avançou | Não avançou |
| Yuliya Tarasova        | Heptatlo            |              |              |            |            |             |             | 5785 pts    | 26º         |

### Boxe
O Uzbequistão qualificou sete boxeadores para o torneio olímpico de boxe. Abbos Atoev foi o primeiro a se qualificar, obtendo uma vaga nos meios-pesados no campeonato mundial de 2007. Outros quatro (Rafikjon e Bahodirjon Sultonovs, Dilshod Mahmudov e Elshod Rasulov) classificaram-se no primeiro torneio qualificatório asiático. Finalmente, Tulashboy Doniyorov e Hoorshid Tojibaev classificaram-se no segundo torneio qualificatório do continente.
| Atleta              | Evento             | Fase de 32                 | Fase de 16                   | Quartas                       | Semifinais             | Final                  |
| Atleta              | Evento             | Adversário e resultado     | Adversário e resultado       | Adversário e resultado        | Adversário e resultado | Adversário e resultado |
| ------------------- | ------------------ | -------------------------- | ---------------------------- | ----------------------------- | ---------------------- | ---------------------- |
| Rafikjon Sultonov   | Peso mosca-ligeiro | FRA N. Oubaali D PTS 7:8   | Não avançou                  | Não avançou                   | Não avançou            | Não avançou            |
| Tulashboy Doniyorov | Peso mosca         | KEN B. Irungu V PTS 10:1   | IND J. Kumar D PTS 6:13      | Não avançou                   | Não avançou            | Não avançou            |
| Hoorshid Tojibaev   | Peso galo          | GER R. Rahimov V PTS 11:2  | MRI B. Julie D PTS 4:16      | Não avançou                   | Não avançou            | Não avançou            |
| Bahodirjon Sultonov | Peso pena          | IND A. Lakra V PTS 9:5     | UKR V. Lomachenko D PTS 1:13 | Não avançou                   | Não avançou            | Não avançou            |
| Dilshod Mahmudov    | Peso meio-médio    | MAR M. Khalsi V PTS 11:3   | FRA J. Chiguer V PTS 8:3     | KAZ B. Sarsekbayev D PTS 7:12 | Não avançou            | Não avançou            |
| Elshod Rasulov      | Peso médio         | FRA J-M. Raymond V PTS 8:2 | ARM A. Hakobyan V RSCI       | CUB E. Correa D PTS 7:9       | Não avançou            | Não avançou            |
| Abbos Atoev         | Peso meio-pesado   | TJK D. Kurbanov D PTS 3:11 | Não avançou                  | Não avançou                   | Não avançou            | Não avançou            |

### Canoagem de velocidade
Masculino
| Atleta       | Evento     | Preliminar | Preliminar | Semifinais | Semifinais | Final       | Final       |
| Atleta       | Evento     | Tempo      | Posição    | Tempo      | Posição    | Tempo       | Posição     |
| ------------ | ---------- | ---------- | ---------- | ---------- | ---------- | ----------- | ----------- |
| Vadim Menkov | C-1 500 m  | 1m52s793   | 4º         | 1m55s610   | 6º         | Não avançou | Não avançou |
| Vadim Menkov | C-1 1000 m | 3m56s793   | 1º         |            |            | 3m54s273    | 4º          |

### Ciclismo de estrada
Masculino
| Atleta         | Evento             | Final              | Final   |
| Atleta         | Evento             | Tempo              | Posição |
| -------------- | ------------------ | ------------------ | ------- |
| Sergey Lagutin | Corrida em estrada | 6h31m08s (+ 6m19s) | 50º     |

### Ginástica artística
Masculino
| Atleta      | Evento           | Aparelho | Aparelho | Aparelho       | Aparelho | Aparelho       | Aparelho  | Qualificação | Qualificação | Final  | Final             |
| Atleta      | Evento           | Salto    | Solo     | Cav. com alças | Argolas  | Bar. paralelas | Bar. fixa | Total        | Pos.         | Total  | Pos.              |
| ----------- | ---------------- | -------- | -------- | -------------- | -------- | -------------- | --------- | ------------ | ------------ | ------ | ----------------- |
| Anton Fokin | Individual geral | 15,625   | 14,325   | 14,725         | 14,825   | 16,150         | 13,625    | 89,275       | 20º          | 89,750 | 16º               |
| Anton Fokin | Barras paralelas |          |          |                |          |                |           | 16,150       | 3º           | 16,200 | Medalha de bronze |

Feminino
| Atleta          | Evento           | Aparelho | Aparelho | Aparelho          | Aparelho | Qualificação | Qualificação | Final       | Final       |
| Atleta          | Evento           | Salto    | Solo     | Bar. assimétricas | Trave    | Total        | Pos.         | Total       | Pos.        |
| --------------- | ---------------- | -------- | -------- | ----------------- | -------- | ------------ | ------------ | ----------- | ----------- |
| Luiza Galiulina | Individual geral | 12,225   | 13,300   | 14,175            | 12,375   | 52,075       | 59º          | Não avançou | Não avançou |

### Ginástica de trampolim
Feminino
| Atleta           | Prova      | Eliminatórias | Eliminatórias | Final  | Final             |
| Atleta           | Prova      | Pontos        | Pos.          | Pontos | Pos.              |
| ---------------- | ---------- | ------------- | ------------- | ------ | ----------------- |
| Ekaterina Khilko | Individual | 63,90         | 8º            | 36,90  | Medalha de bronze |

### Halterofilismo
Masculino
| Atleta              | Evento | Arranque (kg) | Arremesso (kg) | Total (kg) | Posição |
| ------------------- | ------ | ------------- | -------------- | ---------- | ------- |
| Sherzodjon Yusupov  | -77kg  | 144,0         | 178,0          | 322,0      | 16º     |
| Mansurbek Chashemov | -85kg  | 165,0         | 202,0          | 367,0      | 7º      |

### Judô
Masculino
| Atleta           | Evento  | Preliminares           | Fase de 32                | Fase de 16                     | Quartas                      | Semifinais                 | Repescagem                   | Repescagem                     | Repescagem                 | Final                                          | Final             |
| Atleta           | Evento  | Preliminares           | Fase de 32                | Fase de 16                     | Quartas                      | Semifinais                 | 1ª fase                      | Quartas                        | Semifinais                 | Final                                          | Final             |
| Atleta           | Evento  | Adversário e resultado | Adversário e resultado    | Adversário e resultado         | Adversário e resultado       | Adversário e resultado     | Adversário e resultado       | Adversário e resultado         | Adversário e resultado     | Adversário e resultado                         | Pos.              |
| ---------------- | ------- | ---------------------- | ------------------------- | ------------------------------ | ---------------------------- | -------------------------- | ---------------------------- | ------------------------------ | -------------------------- | ---------------------------------------------- | ----------------- |
| Rishod Sobirov   | -60 kg  |                        | ALG O. Rebahi V 1001-0000 | CZE P. Petříkov V 0001-0000    | KOR Choi M-H. D 0000-1001    |                            |                              | IRI M. Akhondzadeh V 0010-0001 | CAN F. Will V 0011-0000    | Disputa pelo bronze: FRA D. Dragin V 0001-0000 | Medalha de bronze |
| Mirali Sharipov  | -66 kg  |                        | ESP O. Peñas V 1010-0000  | ALG M. Benamadi V 0001-0000    | JPN M. Uchishiba D 0010-0201 |                            |                              | IRI A. Miresmaeili V 0010-0001 | EGY A. El Hady V 0101-0001 | Disputa pelo bronze: PRK Pak C-M. D 0001-0100  | 5º                |
| Shokir Muminov   | -73 kg  |                        | CZE J. Ježek V 1000-0001  | KOR Wang K-C. D 0000-1100      |                              |                            | KAZ R. Ibragimov V 1010-0001 | BRA L. Guilheiro D 0000-1000   | Não avançou                | Não avançou                                    | Não avançou       |
| Khurshid Nabiev  | -90 kg  |                        | GBR W. Gordon V 0100-0020 | AZE E. Mammadov D 0010-0110    | Não avançou                  | Não avançou                | Não avançou                  | Não avançou                    | Não avançou                | Não avançou                                    | Não avançou       |
| Utkir Kurbanov   | -100 kg |                        | ROU D. Brata D 0001-1000  | Não avançou                    | Não avançou                  | Não avançou                | Não avançou                  | Não avançou                    | Não avançou                | Não avançou                                    | Não avançou       |
| Abdullo Tangriev | +100 kg |                        | GER A. Tölzer V 0211-0000 | POL J. Wojnarowicz V 0010-0000 | FRA T. Riner V 0001-0000     | CUB O. Braison V 1010-0011 |                              |                                |                            | JPN S. Ishii D 0000-0010                       | Medalha de prata  |

Feminino
| Atleta           | Evento | Preliminares           | Fase de 32                    | Fase de 16             | Quartas                | Semifinais             | Repescagem             | Repescagem             | Repescagem             | Final                  | Final       |
| Atleta           | Evento | Preliminares           | Fase de 32                    | Fase de 16             | Quartas                | Semifinais             | 1ª fase                | Quartas                | Semifinais             | Final                  | Final       |
| Atleta           | Evento | Adversário e resultado | Adversário e resultado        | Adversário e resultado | Adversário e resultado | Adversário e resultado | Adversário e resultado | Adversário e resultado | Adversário e resultado | Adversário e resultado | Pos.        |
| ---------------- | ------ | ---------------------- | ----------------------------- | ---------------------- | ---------------------- | ---------------------- | ---------------------- | ---------------------- | ---------------------- | ---------------------- | ----------- |
| Zinura Djuraeva  | -52 kg |                        | GER R. Tarangul D 0000-1101   | Não avançou            | Não avançou            | Não avançou            | Não avançou            | Não avançou            | Não avançou            | Não avançou            | Não avançou |
| Mariya Shekerova | +78 kg |                        | FRA A-S. Mondière D 0000-0200 | Não avançou            | Não avançou            | Não avançou            | Não avançou            | Não avançou            | Não avançou            | Não avançou            | Não avançou |

### Lutas
Livre masculino
| Atleta           | Evento  | Preliminar                      | Oitavas de final                | Quartas de final                 | Semifinal                  | Repescagem 1ª rodada   | Repescagem 2ª rodada    | Final                                           | Final            |
| Atleta           | Evento  | Adversário e resultado          | Adversário e resultado          | Adversário e resultado           | Adversário e resultado     | Adversário e resultado | Adversário e resultado  | Adversário e resultado                          | Pos.             |
| ---------------- | ------- | ------------------------------- | ------------------------------- | -------------------------------- | -------------------------- | ---------------------- | ----------------------- | ----------------------------------------------- | ---------------- |
| Dilshod Mansurov | -55 kg  | KAZ Z. Mukhtarbekuly V 1-0, 1-0 | BLR R. Gadzhiev V 0-1, 1-0, 1-0 | JPN T. Matsunaga D 1-2, 1-0, 1-2 |                            |                        | TUR S. Akgül V 4-0, 4-0 | Disputa pelo bronze: RUS B. Kudukhov D 0-1, 0-2 | 5º               |
| Soslan Tigiev    | -74 kg  |                                 | ROU G. Ştefan V 1-0, 1-0        | GRE E. Bentinidis V 1-0, 1-0     | BLR M. Gaidarov V 1-0, 1-0 |                        |                         | RUS B. Saitiev D 1-0, 0-1, 1-3                  | Medalha de prata |
| Zaurbek Sokhiev  | -84 kg  | KAZ G. Laliyev V 5-4, 1-0       | RUS G. Ketoyev D 1-4, 1-5       | Não avançou                      | Não avançou                | Não avançou            | Não avançou             | Não avançou                                     | Não avançou      |
| Kurban Kurbanov  | -96 kg  | CAN D. Zilberman V 3-1, 1-0     | HUN G. Kiss V 1-1, 3-0, 5-4     | AZE K. Gazyumov D 0-4, 0-6       | Não avançou                | Não avançou            | Não avançou             | Não avançou                                     | Não avançou      |
| Artur Taymazov   | -120 kg |                                 | AZE A. Isayev V 2-0, 4-3        | CUB D. Rodríguez V 3-1, 4-0      | SVK D. Musuľbes V 1-0, 1-0 |                        |                         | RUS B. Akhmedov V 3-0, 1-0                      | Medalha de ouro  |

Greco-romana
| Atleta         | Evento  | Preliminar                   | Oitavas de final           | Quartas de final                 | Semifinal              | Repescagem 1ª rodada   | Repescagem 2ª rodada   | Final                  | Final       |
| Atleta         | Evento  | Adversário e resultado       | Adversário e resultado     | Adversário e resultado           | Adversário e resultado | Adversário e resultado | Adversário e resultado | Adversário e resultado | Pos.        |
| -------------- | ------- | ---------------------------- | -------------------------- | -------------------------------- | ---------------------- | ---------------------- | ---------------------- | ---------------------- | ----------- |
| Ildar Hafizov  | -55 kg  | RUS N. Mankiev D 1-3, 0-3    |                            |                                  |                        | SRB K. Fris D 0-4, 1-1 | Não avançou            | Não avançou            | Não avançou |
| Dilshod Aripov | -60 kg  |                              | SRB D. Štefanek V 1-1, 3-1 | KGZ R. Tumenbaev D 0-2, 3-0, 1-2 | Não avançou            | Não avançou            | Não avançou            | Não avançou            | Não avançou |
| David Saldadze | -120 kg | AZE A. Botev D 1-2, 2-1, 0-2 | Não avançou                | Não avançou                      | Não avançou            | Não avançou            | Não avançou            | Não avançou            | Não avançou |

### Natação
Masculino
| Atleta(s)       | Evento       | Eliminatórias | Eliminatórias | Semifinal   | Semifinal   | Final       | Final       |
| Atleta(s)       | Evento       | Tempo         | Posição       | Tempo       | Posição     | Tempo       | Posição     |
| --------------- | ------------ | ------------- | ------------- | ----------- | ----------- | ----------- | ----------- |
| Danil Bugakov   | 100 m costas | 56s59         | 39º           | Não avançou | Não avançou | Não avançou | Não avançou |
| Danil Bugakov   | 200 m medley | 2m10s04       | 46º           | Não avançou | Não avançou | Não avançou | Não avançou |
| Petr Romashkin  | 100 m livre  | 51s83         | 55º           | Não avançou | Não avançou | Não avançou | Não avançou |
| Ibrahim Nazarov | 200 m livre  | 1m56s27       | 53º           | Não avançou | Não avançou | Não avançou | Não avançou |
| Sergey Pankov   | 200 m costas | 2m03s51       | 38º           | Não avançou | Não avançou | Não avançou | Não avançou |
| Ivan Demyanenko | 100 m peito  | 1m05s14       | 56º           | Não avançou | Não avançou | Não avançou | Não avançou |

Feminino
| Atleta(s)       | Evento      | Eliminatórias | Eliminatórias | Semifinal   | Semifinal   | Final       | Final       |
| Atleta(s)       | Evento      | Tempo         | Posição       | Tempo       | Posição     | Tempo       | Posição     |
| --------------- | ----------- | ------------- | ------------- | ----------- | ----------- | ----------- | ----------- |
| Mariya Bugakova | 50 m livre  | 29s73         | 68º           | Não avançou | Não avançou | Não avançou | Não avançou |
| Irina Shlemova  | 100 m livre | 58s77         | 46º           | Não avançou | Não avançou | Não avançou | Não avançou |

### Remo
Masculino
| Equipe            | Evento        | Eliminatórias | Eliminatórias | Repescagem | Repescagem | Quartas | Quartas | Semifinal | Semifinal | Final   | Final                |
| Equipe            | Evento        | Tempo         | Posição       | Tempo      | Posição    | Tempo   | Posição | Tempo     | Posição   | Tempo   | Posição (Pos. final) |
| ----------------- | ------------- | ------------- | ------------- | ---------- | ---------- | ------- | ------- | --------- | --------- | ------- | -------------------- |
| Ruslan Naurzaliev | Skiff simples | 7m58s43       | 5º S E/F      |            |            |         |         | 7m35s12   | 3º FE     | 7m09s98 | 3º (26º)             |

### Taekwondo
Masculino
| Atleta         | Evento | Preliminares           | Quartas                | Semifinais             | Repescagem             | Final                                          | Posição     |
| Atleta         | Evento | Adversário e resultado | Adversário e resultado | Adversário e resultado | Adversário e resultado | Adversário e resultado                         | Posição     |
| -------------- | ------ | ---------------------- | ---------------------- | ---------------------- | ---------------------- | ---------------------------------------------- | ----------- |
| Dmitriy Kim    | -68kg  | LBA E. Tlish V DSQ     | TPE Sung Y-C. D 2-3    | Não avançou            | Não avançou            | Não avançou                                    | Não avançou |
| Akmal Lrgashev | +80kg  | ESP J. García V 11-10  | KOR Cha D-M. D 0-2     |                        | CRC K. Moitland V 6-5  | Disputa pelo bronze: NGR C. Chukwumerije D 3-4 | 5º          |

Feminino
| Atleta            | Evento | Preliminares           | Quartas                | Semifinais             | Repescagem             | Final                  | Posição     |
| Atleta            | Evento | Adversário e resultado | Adversário e resultado | Adversário e resultado | Adversário e resultado | Adversário e resultado | Posição     |
| ----------------- | ------ | ---------------------- | ---------------------- | ---------------------- | ---------------------- | ---------------------- | ----------- |
| Evgeniya Karimova | +67kg  | MAS Che C. D 4-5       | Não avançou            | Não avançou            | Não avançou            | Não avançou            | Não avançou |

### Tênis
Feminino
| Atleta             | Evento  | Fase de 64                  | Fase de 32             | Fase de 16             | Quartas                | Semifinais             | Final                  | Final       |
| Atleta             | Evento  | Adversário e resultado      | Adversário e resultado | Adversário e resultado | Adversário e resultado | Adversário e resultado | Adversário e resultado | Posição     |
| ------------------ | ------- | --------------------------- | ---------------------- | ---------------------- | ---------------------- | ---------------------- | ---------------------- | ----------- |
| Akgul Amanmuradova | Simples | ITA F. Schiavone D 4-6, 2-6 | Não avançou            | Não avançou            | Não avançou            | Não avançou            | Não avançou            | Não avançou |

### Tiro
Masculino
| Atleta            | Evento             | Qualificação | Qualificação | Final       | Final       | Posição |
| Atleta            | Evento             | Placar       | Posição      | Placar      | Total       | Posição |
| ----------------- | ------------------ | ------------ | ------------ | ----------- | ----------- | ------- |
| Dilshod Mukhtarov | Pistola de ar 10 m | 580          | 15º          | Não avançou | Não avançou | 15º     |
| Dilshod Mukhtarov | Pistola livre 50 m | 549          | 31º          | Não avançou | Não avançou | 31º     |

Feminino
| Atleta           | Evento                 | Qualificação | Qualificação | Final       | Final       | Posição |
| Atleta           | Evento                 | Placar       | Posição      | Placar      | Total       | Posição |
| ---------------- | ---------------------- | ------------ | ------------ | ----------- | ----------- | ------- |
| Elena Kuznetsova | Carabina de ar 10 m    | 392          | 32º          | Não avançou | Não avançou | 32º     |
| Elena Kuznetsova | Carabina três posições | 573          | 30º          | Não avançou | Não avançou | 30º     |

Legenda
| Recorde mundial      | Recorde mundial (World record)               |                       | Recorde africano                      | Recorde africano (African) |                                           | Q | Classificado por posição (Qualified) |
| Recorde olímpico     | Recorde olímpico (Olympic record)            | Recorde da América    | Recorde da América (Americas)         | q                          | Classificado por melhor tempo (Qualified) |   |                                      |
| Melhor marca do ano  | Melhor marca do ano (World leading)          | Recorde asiático      | Recorde asiático (Asian)              | DNS                        | Não largou (Did not start)                |   |                                      |
| Recorde nacional     | Recorde nacional (National record)           | Recorde europeu       | Recorde europeu (European)            | DNF                        | Não terminou (Did not finish)             |   |                                      |
| Recorde pessoal      | Recorde pessoal do atleta (Personal best)    | Recorde da Oceania    | Recorde da Oceania (Oceania)          | DSQ / DQ                   | Desclassificado (Disqualified)            |   |                                      |
| Recorde da temporada | Recorde da temporada do atleta (Season best) | Recorde sul-americano | Recorde sul-americano (South America) | NM                         | Sem marca (No mark)                       |   |                                      |

### Remo
| S | Classificado(a) para as semifinais |    |                        | FA | Final A (disputa de medalhas) |  |  | FD | Final D (sem medalhas) |
| Q | Classificado(a) para as quartas    | FB | Final B (sem medalhas) | FE | Final E (sem medalhas)        |  |  |    |                        |
| R | Classificado(a) para a repescagem  | FC | Final C (sem medalhas) | FF | Final F (sem medalhas)        |  |  |    |                        |